# Stöng (bergstopp)
Stöng är en bergstopp i republiken Island. Den ligger i regionen Austurland, 400 km öster om huvudstaden Reykjavík. Toppen på Stöng är 985 meter över havet.
Närmaste större samhälle är Djúpivogur, omkring 14 kilometer söder om Stöng. Trakten runt Stöng består i huvudsak av gräsmarker.